# Люди, пов'язані з Чортковом
Чортків — місто в Україні, нині — районний центр Тернопільської области.

## Народилися
- Роксолана Росляк — українська співачка (сопрано), педагог
- Антон Шаттауер — лікар-хірург, благодійник

## Навчалися

### Учні та випускники гімназії УПТ «Рідна школа» імені Маркіяна Шашкевича
- Яків Гніздовський
- Теофіль Коструба[1]

### Учні та випускники Чортківської вчительської семінарії
- Олекса Бабій

### Учні та випускники середніх шкіл Чорткова
- Олег Уруський[джерело?]

## Працювали

### Викладачі гімназії УПТ «Рідна школа» імені Маркіяна Шашкевича
- Росляк Михайло

### Викладачі Чортківської вчительської семінарії
- Климентій (Клим) Рогозинський

## Дідичі
- Станіслав Гольський
- Ян Ґольський
- Стефан Потоцький
- Павло Потоцький
- Стефан Потоцький

## Почесні громадяни Чорткова
1. ↑  Гуцал П., Матейко Р. Коструба Теофіл Петрович // Тернопільський енциклопедичний словник : у 4 т. / редкол.: Г. Яворський та ін. — Тернопіль : Видавничо-поліграфічний комбінат «Збруч», 2005. — Т. 2 : К — О. — С. 198. — ISBN 966-528-199-2.